# Proplastidi
I proplastidi, o plastidi embrionali, o protoplastidi, sono plastidi (organuli tipici della cellula vegetale) ancora indifferenziati, presenti nel tessuto meristematico. Sono delimitati da una doppia membrana lipidica e hanno un sistema di membrane interne ancora limitato. Con la differenziazione del tessuto meristematico in tessuto adulto si ha anche la differenziazione dei proplastidi.

## Differenziazione
Negli organi esposti alla luce, come le foglie, i proplastidi vengono indotti a differenziarsi in cloroplasti per poter svolgere la fotosintesi.
Invece negli organi di riserva come le radici o semi, si differenziano plastidi di riserva, chiamati leucoplasti. Questi leucoplasti si distinguono in:
- amiloplasti, per la riserva di amido secondario;
- elaioplasti, riserva di lipidi, possono contenere una gocciolina d'olio;
- proteoplasti, accumulo di proteine, presenti soprattutto nei semi per nutrire l'embrione;

Il terzo tipo di plastidio è il cromoplasto, che può derivare direttamente da un proplastidio, come avviene per esempio nelle carote, oppure essere la fase senescente dei cloroplasti.
Occorre anche aggiungere, che la differenziazione di un plastidio non è permanente per tutta la vita della pianta.
Un esempio di questa capacità è ben rappresentata dagli amiloplasti delle patate: essi, nel momento in cui il tubero viene raccolto ed esposto alla luce per un certo periodo, si trasformeranno in cloroplasti per riprendere la fotosintesi, donando così un colorito verdognolo alla patata.

## Il fattore luce
Ciò che maggiormente influenza la differenziazione del proplastidio è la presenza o l'assenza di luce. Tale fattore è necessario ma non è l'unico. La differenziazione dei proplastidi è governata anche da fattori genetici organo-specifici e tessuto-specifici. La luce è essenziale per la formazione di cloroplasti.
Se un proplastidio si trova in un organo dove dovranno formarsi dei cloroplasti, ma non è presente la luce, si sviluppano dei plastidi particolari detti ezioplasti (le piante appaiono bianche e si dicono eziolate).
Questi particolari plastidi presentano un sistema interno di membrane, diverso dalle normali membrane dei cloroplasti. Se esposti alla luce gli ezioplasti si svilupperanno regolarmente in cloroplasti.
A seconda della loro posizione nella pianta e della loro esposizione alla luce o al buio, è stato osservato che i plastidi, in particolare cloroplasti e leucoplasti, possono trasformarsi l'uno nell'altro; lo stadio irreversibile è costituito dai cromoplasti che non hanno la possibilità di trasformarsi in nessun altro tipo di plastidio.

## Per approfondire
Guardare il ciclo di sviluppo dei plastidi.